# Tomohito

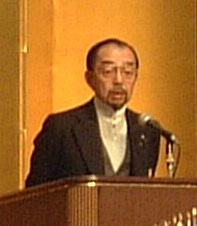
Prins Tomohito in 2003

Prins Tomohito van Mikasa (Japans: 寛仁親王, Tomohito Shinnō) (Hayama, 5 januari 1946 – Tokio, 6 juni 2012) was een lid van de Japanse keizerlijke familie. Hij was de oudste zoon van prins Takahito en prinses Yuriko en de beoogd opvolger als prins Mikasa. Na de overlijdens van zijn broer Yoshihito en zijn vader Takahito stierf de mannelijke lijn van de Mikasa-tak uit. Tomohito was een neef van ex-keizer Akihito.
De prins studeerde politieke studies aan de Gakushuin University in Tokio en de Magdalen College in Oxford. Begin jaren 70 zat Tomohito in het organisatiecomité van de Olympische Winterspelen in Sapporo en de Expo '75. Verder is hij bekend van zijn inzet voor organisaties die zich bezighouden met onderzoek naar kanker. Zelf werd hij in 1991 voor het eerst gediagnosticeerd met de ziekte; in 2003 keerde die terug.

## Familie
Hij verloofde zich op 21 mei 1980 met Nobuko Aso – kleindochter en zus van twee minister-presidenten, Shigeru Yoshida en Taro Aso. Het stel trouwde op 7 november 1980 en kreeg samen twee dochters: de prinsessen Akiko (geboren in 1981) en Yoko (geboren in 1983). Nobuko leefde sinds 2009 gescheiden van haar man. De laatste jaren was hij ernstig ziek en hij overleed in 2012 aan de gevolgen van kanker.